# Джек Батлер Єйтс
Джек Батлер Єйтс (англ. Jack Butler Yeats, 29 серпня 1871, Лондон — 28 березня 1957, Дублін) — ірландський художник і письменник; вважається  найбільшим ірландським живописцем XX століття.

## Біографія
Народився в Лондоні, молодший син художника Джона Батлера Єйтса. Старший брат — поет, лауреат Нобелівської премії Вільям Батлер Єйтс. Дитинство провів у графстві Слайго на заході Ірландії. Навчався в Вестмінстерській школі мистецтв, потім працював графіком, карикатуристом та ілюстратором. У 1894 році одружився з Мері Коттенхем, що була на два роки старша за нього. Жив деякий час в Грейстоунзі в графстві Віклоу в Ірландії, в 1917 році переїхав до Дубліна.
До 1905 року Єйтс майже не писав олією. Найчастіше він малював акварельні роботи, а за сюжетом — пейзажі Західної Ірландії. Близько 1920 року він почав писати експресіоністські твори. Єйтс симпатизував ідеї Ірландського національного відродження, й після 1920 року його улюбленими сюжетами стали зображення пейзажів і жанрових сцен Ірландії, а також сцени кельтської міфології, проте, у стилі, досить далекому від реалізму. У 1947 році, після смерті дружини, роботи Єйтса стали похмурішими і ностальгічними. Художник помер у Дубліні в 1957 році.
Ще за життя Єйтс був визнаний як один з найбільших ірландських художників. Його персональні ретроспективні виставки пройшли в Національній галереї в Лондоні в 1942 році, в Ірландській національній галереї в 1945 році та в галереї Тейт у 1948 році.

## Художні твори

### Романи
- 1930: Sligo
- 1933: Sailing, Sailing Swiftly
- 1936: The Amaranthers
- 1938: The Charmed Life
- 1942: Ah, Well. A Romance in Perpetuity
- 1944: And to You Also
- 1947: The Careless Flower

### Драми
- 1933: Apparitions
- 1943: La La Noo